# Мюнц, Ашиль
Ашиль Шарль Мюнц (фр. Achille Charles Müntz, 10 августа 1846 — 20 февраля 1917) — французский агрохимик. 

## Биография
Младший брат искусствоведа Эжена Мюнца.
Ученик Буссенго, по смерти которого занял должность директора химической лаборатории при Агрономическом институте в Париже. Работы Мюнца относятся главным образом к вопросам кормления животных (о переваримости кормов, о питательности сена, о сортах овса и др.) и к изучению почвенных условий (о процессе нитрификации, о значении азотистых туков, о разложении зелёного удобрения в почве, о содержании алкоголя в почве, воде и воздухе и др.). 
В 1887 году пришёл к выводу, что процесс нитрификации является микробиологическим процессом. Отдельно издал, вместе с Girard’ом, капитальное сочинение «Les Engrais» (Париж, 1888—1891). 
Кроме того, Мюнцу принадлежит ряд работ по общей и прикладной химии (о дублении кож и др.).